# Liatongus vertagus
Liatongus vertagus là một loài bọ cánh cứng trong họ Bọ hung (Scarabaeidae).